# Romeo Delight
Romeo Delight (с англ. — «Восторг Ромео») — песня Американской хард-рок группы Van Halen, четвёртый трек с альбома Women and Children First.

## О песне
Группа исполнила эту песню в последующем туре Invasion Tour. Многие мелодии для песни были взяты из демо группы под названием «Get the Show on the Road» (с англ. — «Отправляй Шоу В Путь»). Певец Дэвид Ли Рот изменил текст второго куплета для тура группы Hide Your Sheep Tour 1982 года. Это наиболее очевидно во время фестиваля в США 1983 года, где он внёс свои обычные изменения, прежде чем крикнуть «Я забыл грёбаные слова». Бывшая жена Эдди Ван Халена Валери Бертинелли утверждала, что это была её любимая песня Van Halen в её книге «Потерять это: И вернуть мою жизнь по фунту за раз». Существует концертная версия песни и она включена в концертный альбом Tokyo Dome Live in Concert 2015 года.
Канадская трэш-метал-группа Annihilator записала кавер на песню на своем альбоме Annihilator, как и аризонская хард-рок-группа Greenhaven в альбоме «In Memory of Bull Angus».

## Участники записи
- Дэвид Ли Рот — основной вокал
- Эдди Ван Хален — гитара, бэк-вокал
- Майкл Энтони — бас-гитара, бэк-вокал
- Алекс Ван Хален — ударные